# Jeff Grubb
Jeff Grubb é um escritor estadunidense de obras de fantasia, tais como The Brothers' War e Liberty's Crusade. Escreve para várias séries de fantasia, incluindo Magic: The Gathering, StarCraft, Warcraft e Dungeons & Dragons.
Grubb também é um dos co-fundadores dos universos literários de Dragonlance, com Tracy Hickman e Forgotten Realms, com Ed Greenwood. Ele também foi projetista principal de Spelljammer, Jakandor e do RPG Marvel Super Heroes.

## Obras

### Romances

#### Dragonlance
- Villains
  - Book 5: Lord Toede (1994), ISBN 0-09-945501-3

#### Forgotten Realms
- The Finder's Stone Trilogy (com Kate Novak)
  - Azure Bonds (1988), ISBN 0-88038-612-6
  - The Wyvern's Spur (1990), ISBN 0-88038-902-8
  - Song of the Saurials (1991), ISBN 1-56076-060-5

- The Harpers (com Kate Novak)
  - Book 10: Masquerades (1995), ISBN 0-7869-0152-7
  - Book 15: Finder's Bane (1997), ISBN 0-7869-0658-8

- The Lost Gods (com Kate Novak)
  - Tymora's Luck (1997), continuação de Finder's Bane, ISBN 0-7869-0726-6

#### Magic: The Gathering
- Artifacts Series
  - Book 1: The Brothers' War(1999), ISBN 0-7869-1357-6

- Ice Age Trilogy
  - The Gathering Dark (1999)
  - The Eternal Ice (2000)
  - The Shattered Alliance (2000)

#### StarCraft
- StarCraft: Liberty's Crusade (2001), ISBN 0-671-04148-7

#### WarCraft
- The Last Guardian (2001), ISBN 0-671-04151-7

### HQs

#### Forgotten Realms DC Comics
- DC Comics publicou 25 HQs de Forgotten Realms, entre 1 de Set. de 1989 e 25 Set. de 1991. Jeff Grubb foi o autor.

### Livros deRPG

#### Spelljammer
Spelljammer: AD&D Adventures in Space Boxed Set (Novembro de 1989), ISBN 0-88038-762-9.  
Legend of Spelljammer Box Set (Setembro de 1991), ISBN 1-56076-083-4.